# Pic de Bragg
Pour les articles homonymes, voir Bragg.

Courbe de Bragg de particules alpha de 5,49 MeV dans l'air

Énergie déposée par un faisceau de protons natifs et un faisceau de protons modifié le long de leur trajet dans les tissus, comparés à l'absorption d'un faisceau de photons.

Le pic de Bragg est un pic très marqué de la courbe de Bragg qui représente l’évolution de la perte d’énergie des radiations ionisantes au cours de leur trajet dans la matière. Pour les protons, les particules alpha (noyaux d’hélium) et autres rayonnements ionisants, le pic se produit juste avant que les particules ne s’arrêtent. On appelle ce phénomène le pic de Bragg, d’après William Henry Bragg qui l’a découvert en 1903.
Lorsqu’une particule chargée rapide se déplace dans la matière, elle ionise les atomes du matériau traversé et transmet de l’énergie au matériau au long de son trajet. Un pic se produit parce que la section efficace d’interaction augmente lorsque l’énergie de la particule chargée décroît. Sur la première image ci-contre, on observe le pic de Bragg de particules alpha de 5,49 MeV qui se déplacent dans l’air. Sur la seconde image est représenté le pic de Bragg, très étroit, d’un faisceau de protons produits par un accélérateur de particules à 250 MeV et absorbés par des tissus humains. La figure montre également l’absorption d’un faisceau de photons énergétiques (rayons X), d’une nature complètement différente : cette courbe est exponentiellement décroissante après un passage par la crête de Tavernier, d’après le physicien belge Guy Tavernier qui l’a découverte en 1948.
Le phénomène du pic de Bragg est exploité en radiothérapie, lors du traitements de cancers (particulièrement des cancers localisés près de l’œil ou du cerveau et autrement inopérables), pour concentrer les effets du faisceau de radiation sur la tumeur à traiter en épargnant autant que possible les tissus sains environnants. La courbe bleue de la figure (« faisceau de protons modifiés ») montre comment le faisceau originel monoénergétique, avec le pic très étroit, peut être élargi (plus grand spectre énergétique) pour traiter une tumeur plus volumineuse. On peut obtenir le même effet en utilisant des atténuateurs (des caches d’épaisseur variable, ajustés au cas à traiter).